# Le Repas chez Simon le pharisien
Le Repas chez Simon le pharisien, ou Jésus chez Simon le pharisien, est un tableau (189 × 254 cm) de Rubens conservé au musée de l'Ermitage de Saint-Pétersbourg. 
Il date de 1618-1620 et représente l'épisode de l'Évangile selon saint Luc VII, le Repas chez Simon le Pharisien, au cours duquel Jésus a les pieds oints par une « pécheresse » que la tradition a identifiée à Marie Madeleine. Jésus explique ensuite la parabole des Deux débiteurs.